# Flores (priimek)
Flores je priimek več znanih oseb:
- Juan José Flores (1800—1864), ekvadorski general in politik, predsednik Ekvadorja
- Lola Flores (1923—1995), španska pevka, plesalka in igralka
- Carlos Roberto Flores (*1950), honduraški politik, nekdanji predsednik
- Pedro Flores (1894—1979), portoriški skladatelj
- Vanancio Flores (1880—1869), urugvajski politik
- Vjećeslav Cvetko Flores (1917–1941), jugoslovanski narodni heroj